# Ghaleb Moussa Abdalla Bader
Ghaleb Moussa Abdalla Bader (Khirbeh, Jordânia, 22 de julho de 1951) é um clérigo católico romano e diplomata da Santa Sé.

## Biografia
Ghaleb Moussa Abdalla Bader cursou os estudos teológicos no Seminário Beit-Jala e foi ordenado sacerdote em 13 de junho de 1975, em Amã, para o Patriarcado Latino de Jerusalém. Em 1979 obteve o primeiro doutoramento em Direito Civil na Universidade de Damasco e nos anos 1981-1986 outros dois doutoramentos em Roma, em Filosofia e em Direito Canônico, na Pontifícia Universidade Lateranense. Participou da tradução para o árabe do Código de Direito Canônico.
Depois da ordenação sacerdotal ocupou os seguintes cargos: vigário paroquial em Amã durante 3 anos e depois, por mais 3 anos, secretário do Patriarca e professor no seminário de Beit-Jala. Retornando de Roma, foi Professor de Filosofia no Seminário de Beit-Jala (1986-1992) e Presidente do Tribunal Eclesiástico de Jerusalém (1988-1992). De 1992 a 1998 foi pároco de Jabal-Weibdeh (Amã); de 1996 a 2001 ocupou o cargo de Consultor do Pontifício Conselho para o Diálogo Inter-religioso; e de 1992 até sua nomeação foi Presidente do Tribunal Eclesiástico de Primeira Instância de Amã.
O Papa Bento XVI nomeou-o Arcebispo de Argel em 24 de maio de 2008. O Patriarca de Jerusalém, Fouad Twal, o consagrou bispo em 17 de julho do mesmo ano; os co-consagradores foram Henri Teissier, Arcebispo Sênior de Argel, e Michel Sabbah, Patriarca Emérito de Jerusalém.
Em 23 de maio de 2015, o Papa Francisco o nomeou Arcebispo Titular de Mathara na Numidia e Núncio Apostólico no Paquistão. Em 24 de agosto, foi nomeado Núncio Apostólico na República Dominicana e Delegado Apostólico em Porto Rico.

Em 15 de fevereiro de 2023, o Papa Francisco aceitou sua renúncia.